# Sengoku Collection
Sengoku Collection (戦国コレクション) est un jeu vidéo pour téléphone mobile créé par Konami et lancé au Japon en décembre 2010. 
Il est par la suite adapté en une série anime réalisée par le studio Brain's Base, et diffusée à partir du 5 avril 2012 sur la chaine TV Tokyo. La série a pour générique d'ouverture la chanson Me o Toshite Gyusshi yo par ABCHO, et pour générique de fin Unlucky Girl!! par Sweety.